# گوردن مک کلیمونت
گوردن مک کلیمونت (به انگلیسی: Gordon Lee Bill McClymont)، یک دانشمندِ علم کشاورزی، زیست‌شناس، و آموزش و پرورش اهل استرالیا بود. او که مبتکر اصطلاح «کشاورزی پایدار» است، برای رویکرد چندرشته‌ای به محیط زیست مزرعه در حرفهٔ خود شناخته شده‌است.